# Cyril Radcliffe, 1. Viscount Radcliffe
Cyril John Radcliffe, 1. Viscount Radcliffe GBE PC QC (* 30. März 1899 in Llanychan, Denbighshire; † 2. April 1977) war ein britischer Jurist und Publizist. Er wurde bekannt durch die von ihm erstellte Radcliffe-Linie, durch die nach dem Ende der britischen Kolonialherrschaft in Indien die Grenzen zwischen Indien und der Pakistan festgelegt wurden.

## Leben und Karriere bis 1947
Cyril Radcliffe wurde in Wales geborne und besuchte das Internat Haileybury and Imperial Service College in Hertfordshire. Er wurde im Ersten Weltkrieg zur British Army eingezogen, aber aufgrund seines schlechten Sehvermögens nicht in einer Kampfeinheit, sondern im Labour Corps eingesetzt.
Nach dem Ende seiner Militärzeit besuchte er das New College der Universität Oxford. 1924 wurde er am Inner Temple als Barrister zugelassen. Während des Zweiten Weltkriegs diente Radcliffe im Ministry of Information, einer Propagandaeinrichtung, die die britischen Kriegsanstrengungen unterstützen und die Moral sowohl der kämpfenden Truppe als auch der Zivilbevölkerung unterstützen sollte.
1941 wurde Radcliffe zum Generaldirektor des Ministry of Information berufen, eine Position, in der er eng mit dem Minister für Information Brendan Bracken zusammenarbeitete. Am 1. Januar 1944 wurde er als Knight Commander des Order of the British Empire (KBE) geadelt und erhielt dadurch das Prädikat „Sir“.

## Tätigkeit in Indien 1947

### Die Radcliffe-Linie
Nach Ende des Krieges kehrte Radcliffe in den Anwaltsberuf zurück, wurde aber wenig später (1946) zum Vorsitzenden einer Regierungskommission eingesetzt, die entsprechend dem Indian Independence Act von 1947 die geographische Trennlinie zwischen den Dominions Pakistan und Indien festlegen sollte.
Aufgrund der Brisanz seiner Arbeit erstellte Radcliffe diese Linie abgeschottet und unter strengen Sicherheitsbedingungen, hielt dabei aber durchaus Kontakt zu Louis Mountbatten, dem seinerzeitigen Vizekönig, und dessen engstem Mitarbeiterstab.
Obwohl Radcliffes Grenzziehung für beide Staaten katastrophale Auswirkungen zeitigen sollte, ist es zweifelhaft, ob aufgrund der Ausgangslage, die Radcliffe vorfand, eine andere Lösung als die von ihm bevorzugte einen signifikanten Unterschied gemacht hätte, zumal Radcliffe unter enormem Zeitdruck zu arbeiten hatte.
Dennoch bleibt die Tatsache bestehen, dass die Teilung Britisch-Indiens entlang der Radcliffe-Linie zum Tod von etwa einer Million Menschen und der Vertreibung und Umsiedlung von weiteren etwa 20 Millionen Menschen – Hindus, Moslems und Sikhs – führte. Die Teilung löste somit eine der größten Katastrophen der neueren Geschichte aus. Schwere Kritik wurde später vor allem an dem Umstand geübt, dass die genaue Grenzziehung erst am Tag der Unabhängigkeit Pakistans bzw. einen Tag vor der Unabhängigkeit Indiens bekanntgegeben wurde. Zuvor hatte es viele Spekulationen und Unsicherheiten über die künftige Grenzziehung gegeben. Beispielsweise hatten viele angenommen, dass Lahore, die in der Nähe der späteren Grenze gelegene Hauptstadt des Punjab, zu Indien kommen würde, was dann aber nicht geschah. Diese Politik der Nichtinformation war vor allem Lord Mountbatten und nicht Radcliffe selbst geschuldet. Die Bevölkerung hatte somit keine Möglichkeit, ihre geordnete Ausreise oder Umsiedlung vorzubereiten und zu planen, und es kam nach Bekanntwerden der Grenzziehung zu einer überstürzten Massenflucht von Hunderttausenden, die feststellen mussten, dass sie „auf der falschen Seite“ der neuen Grenze wohnten.
Nachdem Radcliffe bewusst geworden war, zu welch desaströsen Auswirkungen seine Arbeit geführt hatte, kam es zu Spannungen zwischen Mountbatten und ihm.
Radcliffe lehnte das Honorar ab, das ihm für seine Arbeit am Grenzverlauf zwischen Indien und Pakistan zugestanden hätte.

## Leben und Karriere 1947 bis 1977
Nach Beendigung seiner Arbeit in Indien kehrte Radcliffe nach Großbritannien zurück, wo er seine erfolgreiche Anwaltskarriere fortsetzte, eine wichtige Rolle bei der Reform des britischen Steuersystems spielte, zahlreichen Untersuchungskomitees vorsaß und Bücher verfasste.
Am 1. Januar 1948 wurde er zum Knight Grand Cross des Order of the British Empire (GBE) erhoben. 1949 erhielt er das Richteramt eines Lord of Appeal in Ordinary und wurde dazu am 1. Juni 1949 wurde er als Baron Radcliffe, of Werneth in the County of Lancaster, zum Life Peer erhoben und erhielt dadurch auf Lebenszeit einen Sitz im House of Lords. Am 11. Juli 1962 wurde ihm zudem der erbliche Adelstitel Viscount Radcliffe, of Hampton Lucy in the County of Warwick, verliehen. 1968 wurde er zum Mitglied der British Academy gewählt.
Da seine 1939 geschlossene Ehe mit Hon. Antonia Mary Roby Benson (1903–1977), Tochter des Godfrey Benson, 1. Baron Charnwood, kinderlos blieb, erlosch die Viscountcy bei seinem Tod 1977.